# Jeziorna (dopływ Regalicy)
Jeziorna (niem. Iserbach, Iser Bach) – strumień w północno-zachodniej Polsce, prawy dopływ Regalicy. Płynie przez zachodnią część Puszczy Bukowej w województwie zachodniopomorskim.
Strumień wypływa ze źródła u południowego podnóża Świątka. Jeziorna kieruje swe wody na zachód głęboką i malowniczą doliną wzdłuż północno-zachodniego skraju Puszczy. Po zachodniej stronie autostrady berlińskiej nawadnia Jeziorne Stawki i następnie krytym kanałem uchodzi do Regalicy na szczecińskim osiedlu Podjuchy. Długość ok. 3 km, w tym na terenie Puszczy Bukowej ponad 1 km.